# Geoffrey Davies
Geoffrey Davies (ur. 15 grudnia 1942 w Leeds) – brytyjski aktor teatralny, filmowy i telewizyjny, najszerzej znany ze udziału w cyklu seriali komediowych Doctor, produkowanym przez London Weekend Television.

## Życiorys
Początkowo ukończył studia w zakresie grafiki i planował zostać projektantem reklam. Następnie dostał się na Royal Academy of Dramatic Art, czołową brytyjską uczelnię teatralną. W 1969 zadebiutował w kinie, grając rolę adiutanta w musicalu wojennym Oh! What a Lovely War, którego reżyserem był Richard Attenborough. W tym samym roku trafił do głównej obsady serialu komediowego Doctor in the House, opowiadającego o perypetiach grupy studentów medycyny. Wcielał się tam w postać Dicka Stuarta-Clarka, młodzieńca z zamożnego środowiska, któremu przysługuje wysokie stypendium wypłacane ze środków pozostawionych przez jego zmarłą babcię. Ma on je otrzymywać tylko do końca studiów, dlatego celowo oblewa egzaminy i przedłuża okres nauki. W latach 1971–1979 Davies grał tego samego bohatera w kolejnych pięciu serialach, ukazujących Stuarta-Clarka i jego przyjaciół już jako młodych lekarzy. Wziął także udział w krótkotrwałej próbie wznowienia cyklu w 1991.
W późniejszych latach swojej kariery skupił się na pracy w teatrze, jedynie gościnnie pojawiając się w filmach i serialach.

## Życie prywatne
Jego córką jest aktorka Emma Davies.